# Pinguin Magellan
Pinguinul Magellan (Spheniscus magellanicus) are dimensiunea medie a celorlalți pinguini din familia de pinguini Spheniscidae.

## Caracteristici
Acesta prezintă un cioc negru. Cea mai mare parte a capului are culoarea neagră (cu excepția buclei albe care se întinde de la ochi până la baza gâtului). Partea de sus a corpului este neagră și gri. Pieptul larg prezintă culoarea negru cercevea și are o dungă proeminentă albă ce se continuă până la picioare. Burta pinguinului are culoarea albă. Pinguinul Magellan este de aproximativ 70 cm lungime și cântărește 4 kilograme. Capul, partea de sus a fuzelajului, aripile și coada sunt negre. Părțile inferioare ale fuzelajului și ale aripii sunt albe. De la ochi începe o dungă mică, curbată și roz care se întinde până la cioc. De la aripi se întinde o dungă curbată până la picioare. Irisul pinguinului este închis, culoarea picioarelor este culoarea cărnii, și prezintă mici fulgi albi pe creștet. Femelele sunt puțin mai mici decât masculii, dar penajul lor nu diferă.

## Galerie

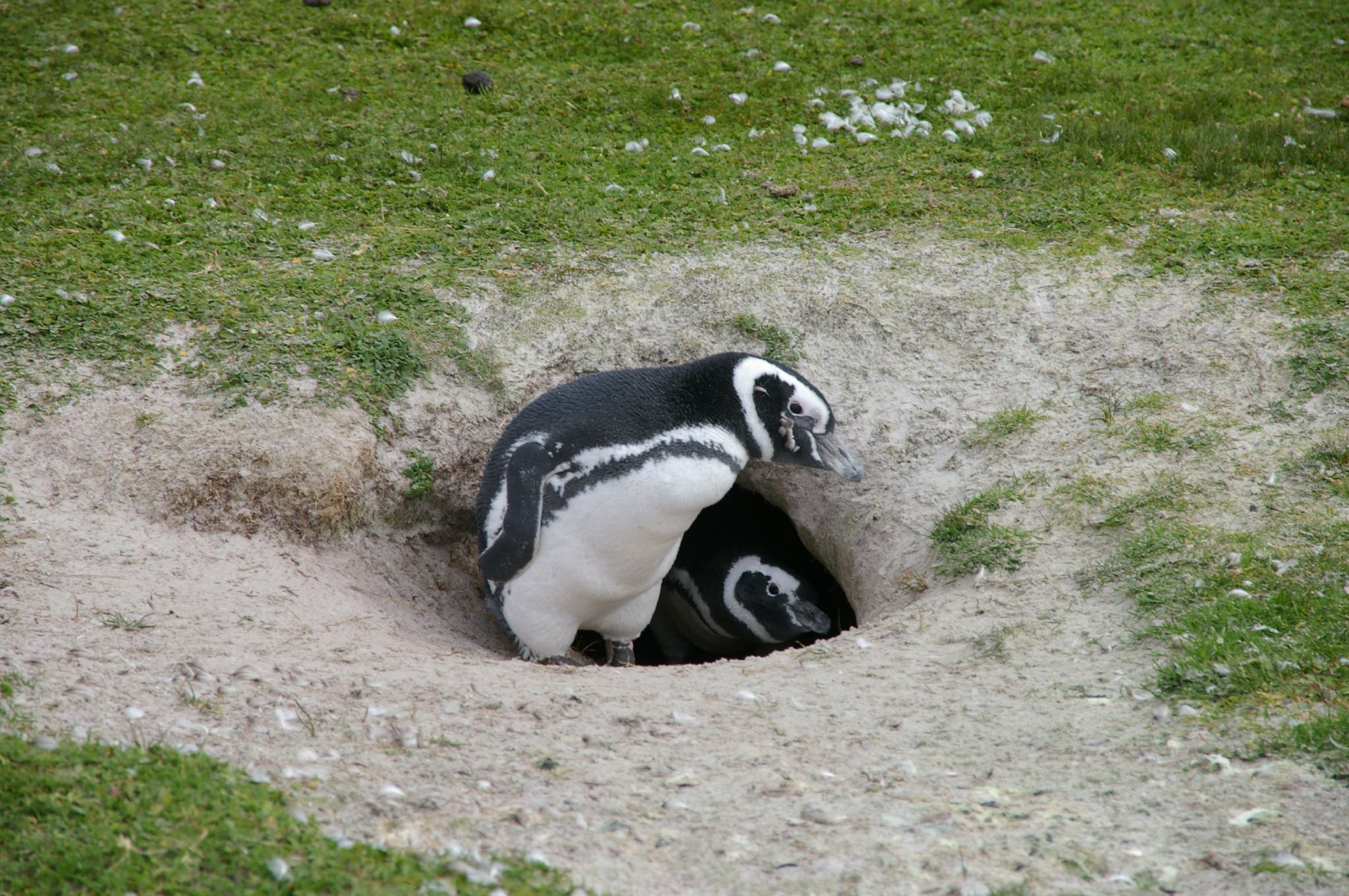
Câţiva pinguini Magellan la cuibul lor
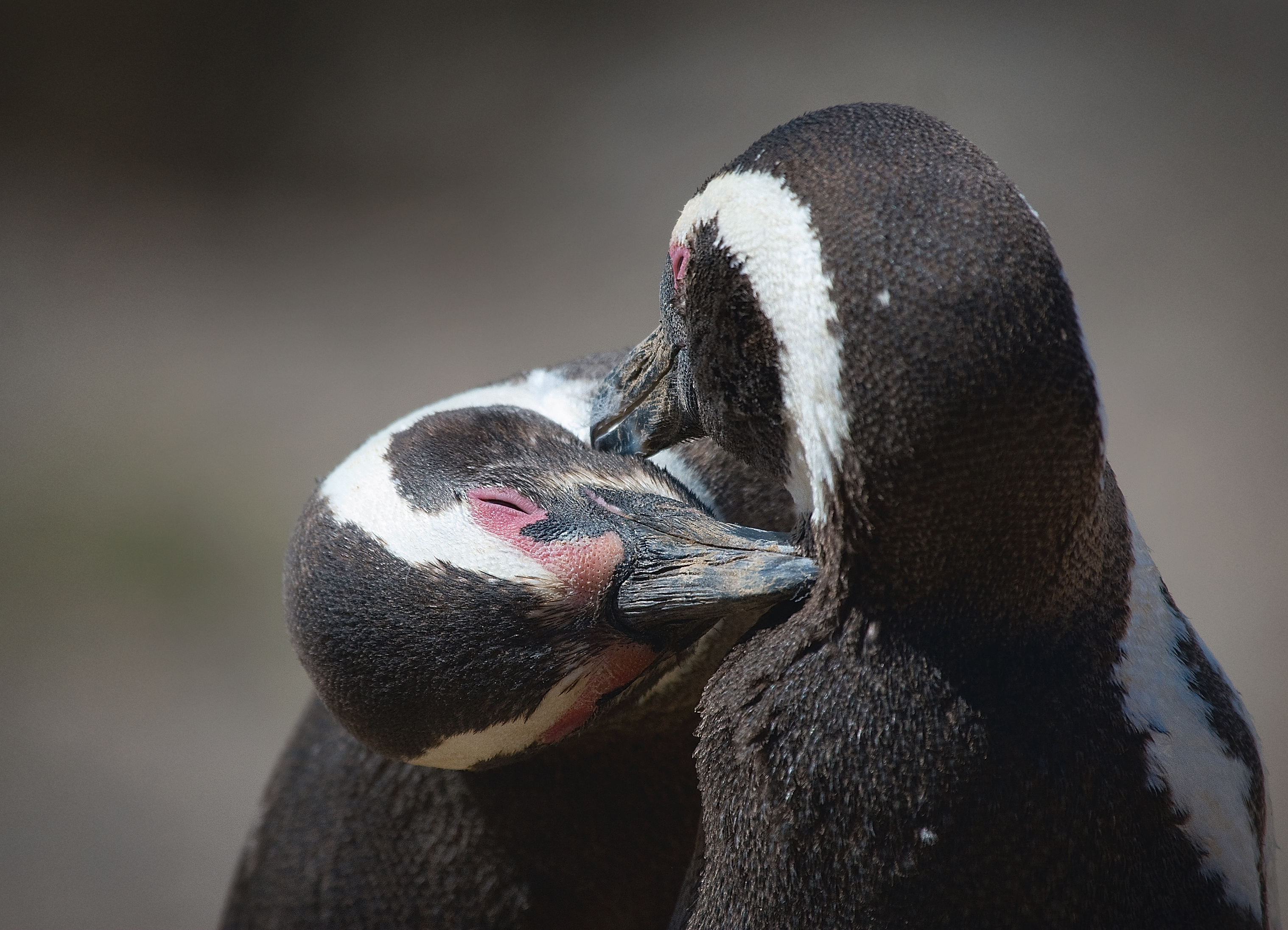
Doi pinguini Magellan îşi consolidează relaţia
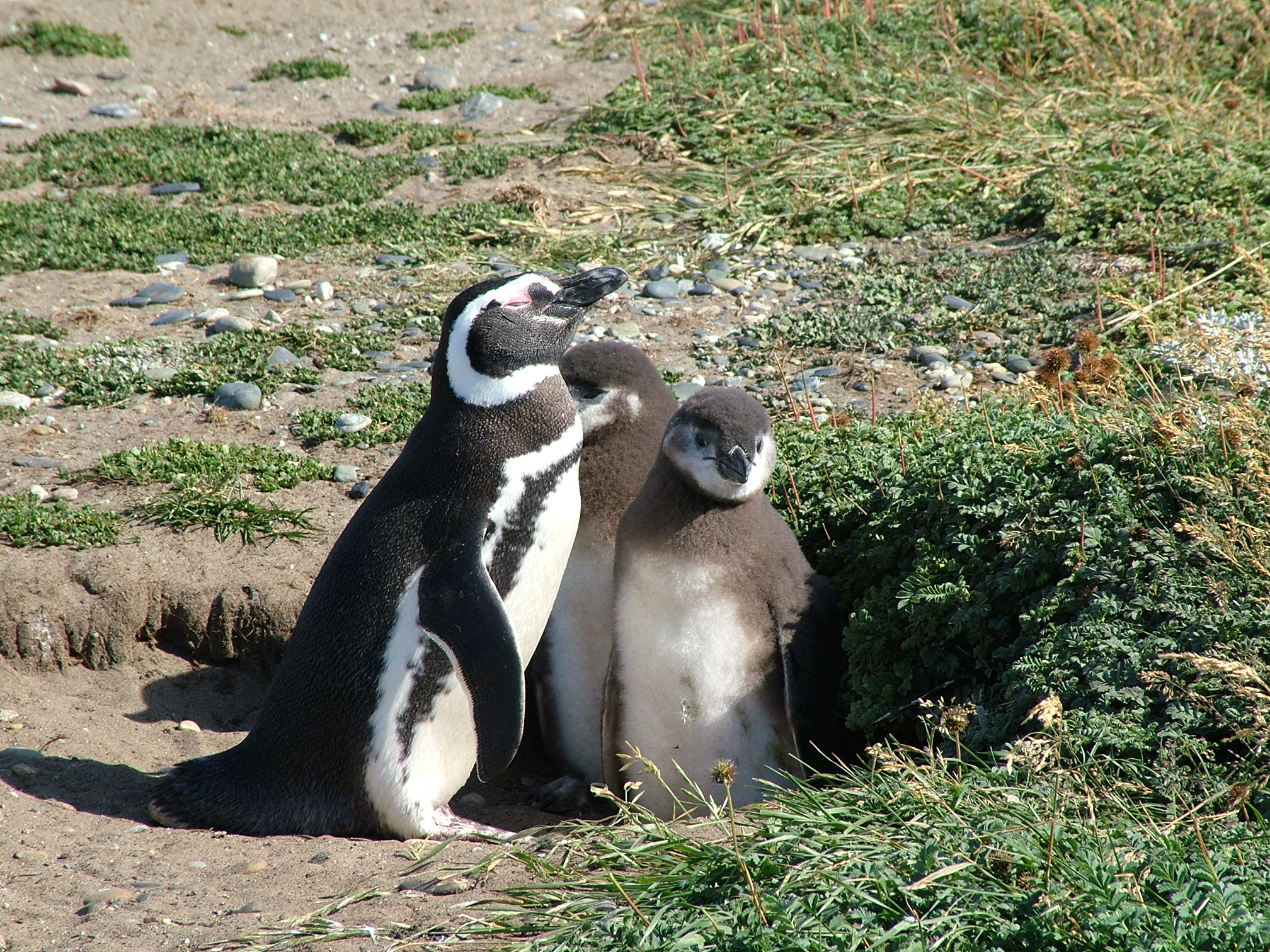
Doi pui de pinguin Magellan şi un adult
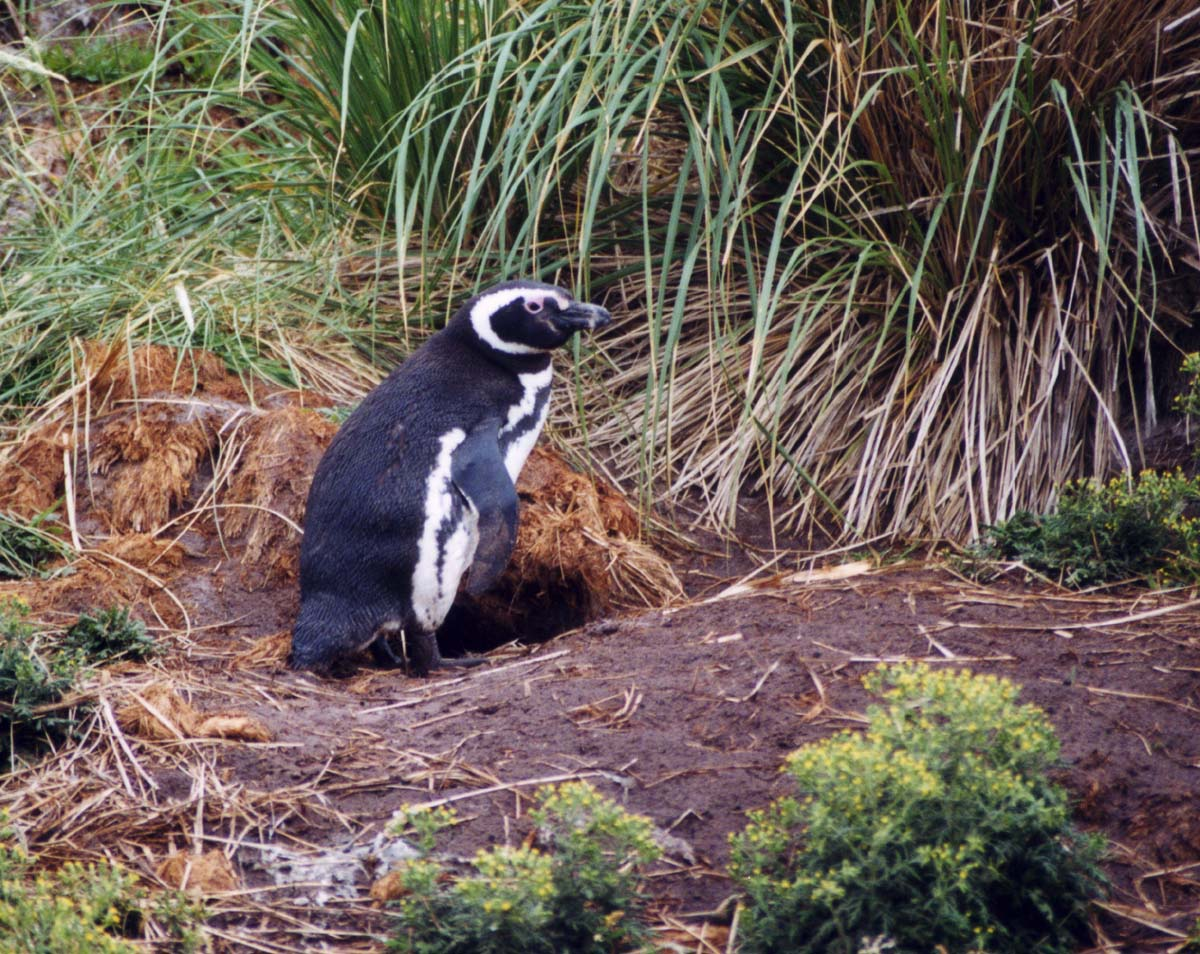
Un pinguin Magellan într-un ascunziş, pe insula Carcass
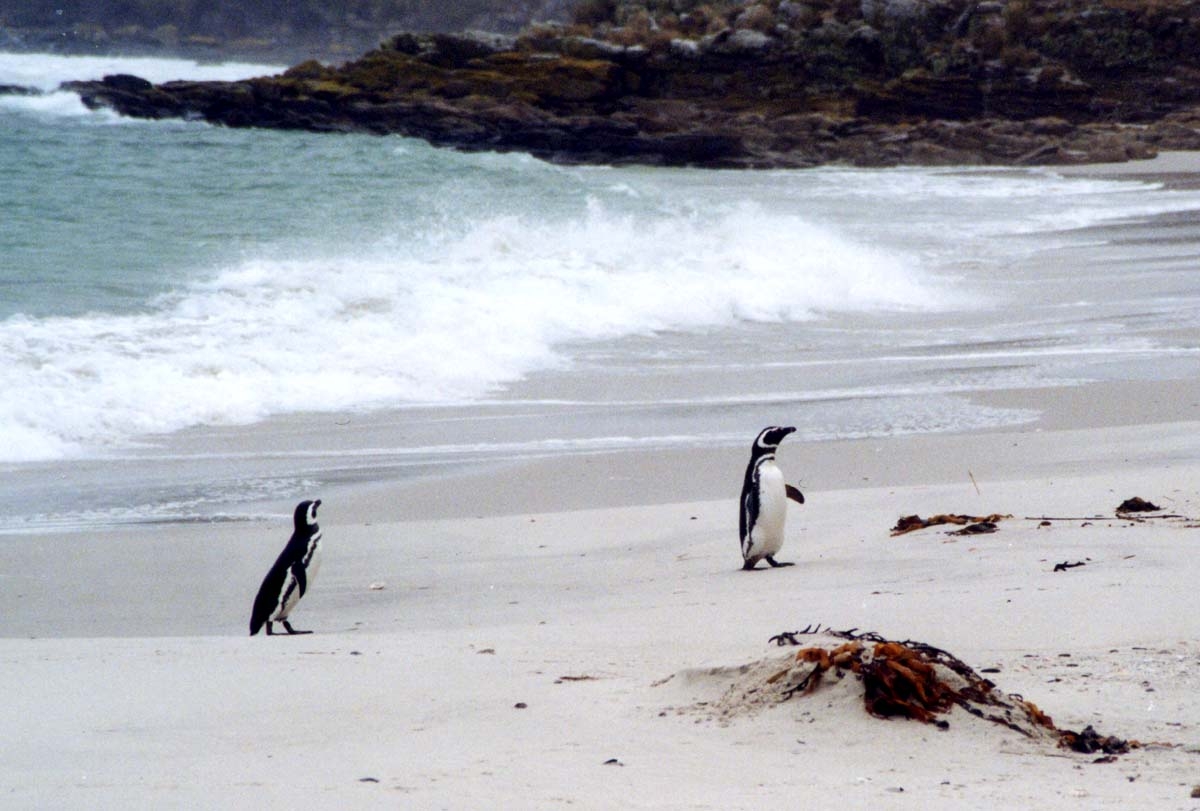
Doi pinguini Magellan pe plajă
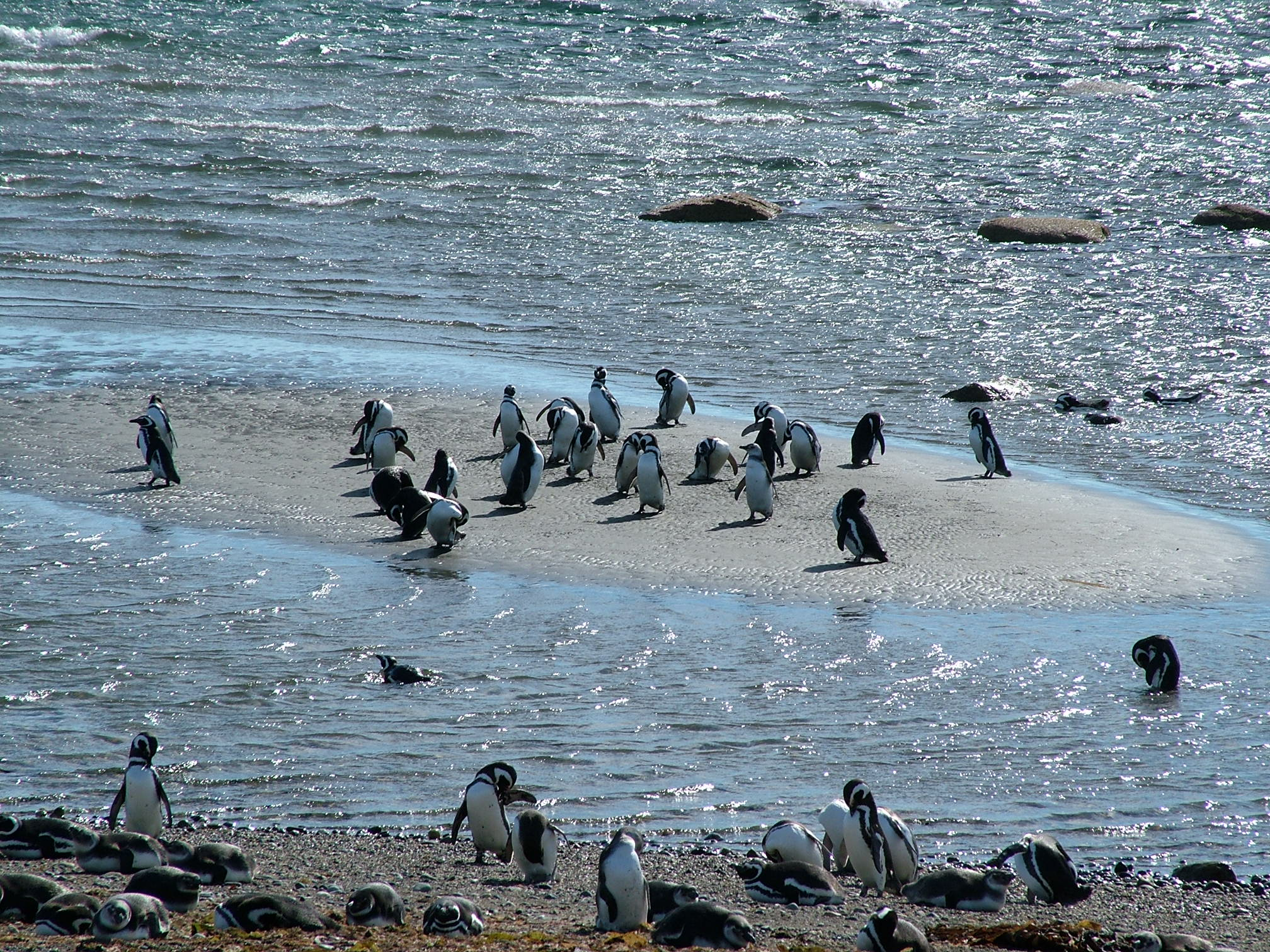
O mulţime de pinguini Magellan în apă
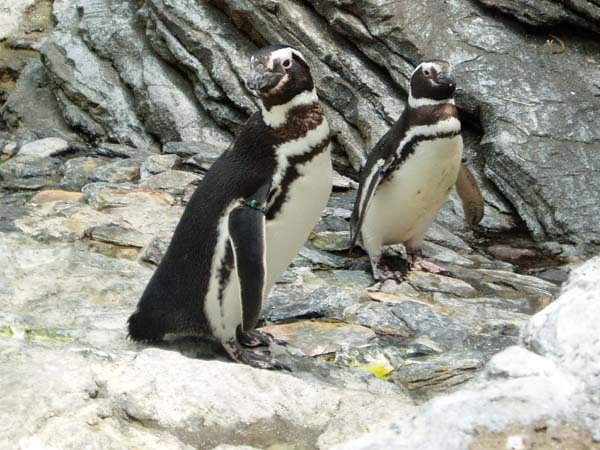
Doi pinguini Magellan la acvariul din Lisabona
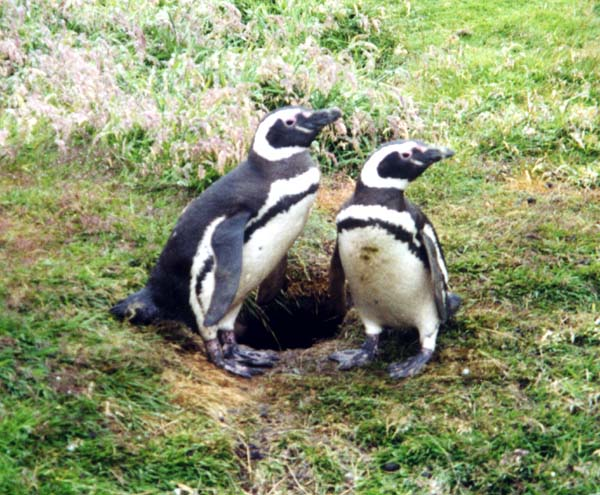
Doi pinguini Magellan protejând un cuib
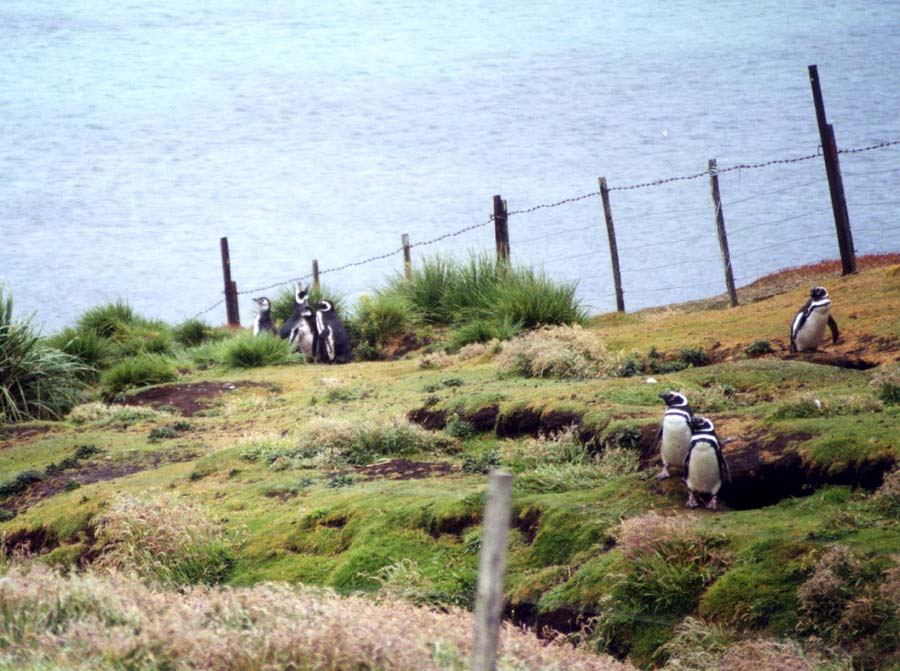
Câţiva pinguini Magellan din Insulele Falkland